# Prohibition (Film)
Prohibition ist eine dreiteilige Dokumentation, die 2011 von Ken Burns und Lynn Novick in den Vereinigten Staaten produziert wurde. Als Erzähler wirkt im Original Peter Coyote.

## Inhalt
Die Dokumentation beschreibt die Auswirkungen, die das Prohibitionsgesetz in den 1920er Jahren auf die USA und seine Gesellschaft hatte. Zu diesen Auswirkungen gehörten das Verhalten der Einwanderer, der Anstieg der organisierten Kriminalität, politische Ereignisse und den Einfluss auf Wahlen. Es bezieht sich stark auf das Buch Last Call: The Rise and Fall of Prohibition von Daniel Okrent.

## Episoden
- "A Nation of Drunkards"  (Eine Nation von Säufern) Stärkere Immigration, die Frauenrechtsbewegung und Alkoholismus werden als Ursache und Begründung für die Verabschiedung des Prohibitionsgesetzes beschrieben.
- "A Nation of Scofflaws" (Eine Nation von Gewohnheitsverbrechern) beschreibt die Undurchsetzbarkeit des Gesetzes und die Ablehnung durch die Bevölkerung sowie den Anstieg des organisierten Verbrechens. In dieser Episode werden der Aufstieg Al Capones und der Präsidentschaftswahlkampf 1928 zwischen Herbert Hoover und Alfred E. Smith thematisiert.
- "A Nation of Hypocrites"  (Eine Nation von Heuchlern) zeigt, wie die große Depression nach 1929 die Aufmerksamkeit von der Prohibition wegführt und letztendlich zum Scheitern und Ende des Gesetzes führt[3].

## Kritiken
Der Film wurde von der Kritik positiv aufgenommen:
- „Du kannst die Geschichte direkt zu Dir sprechen hören, zum Amerika von 2011 durch Prohibition, eine vereinnahmende fünfeinhalbstündige Dokumentation von Ken Burns und Lynn Novick ... Vor allem heute ist Amerikas desaströses Experiment, den Alkohol zu verbieten dafür gemacht, Santayas Zitat "Wer die Geschichte nicht kennt, ist dazu verdammt, sie zu wiederholen" zu bestätigen.“[4]
- „Burns hat die seltene Gabe des Geschichtsprofessors, auch den desinteressiertesten Studenten zu fesseln, in dem er den Stoff zum Leben erweckt.“[5]
- „Prohibition bietet eine sehr feine Analyse eines edlen Experiments.“[6]